# Puig d'en Bullici
El Puig d'en Bullici és una muntanya de 1.911 metres que es troba al municipi de Vilallonga de Ter, a la comarca catalana del Ripollès.